# Покрив тектонічний

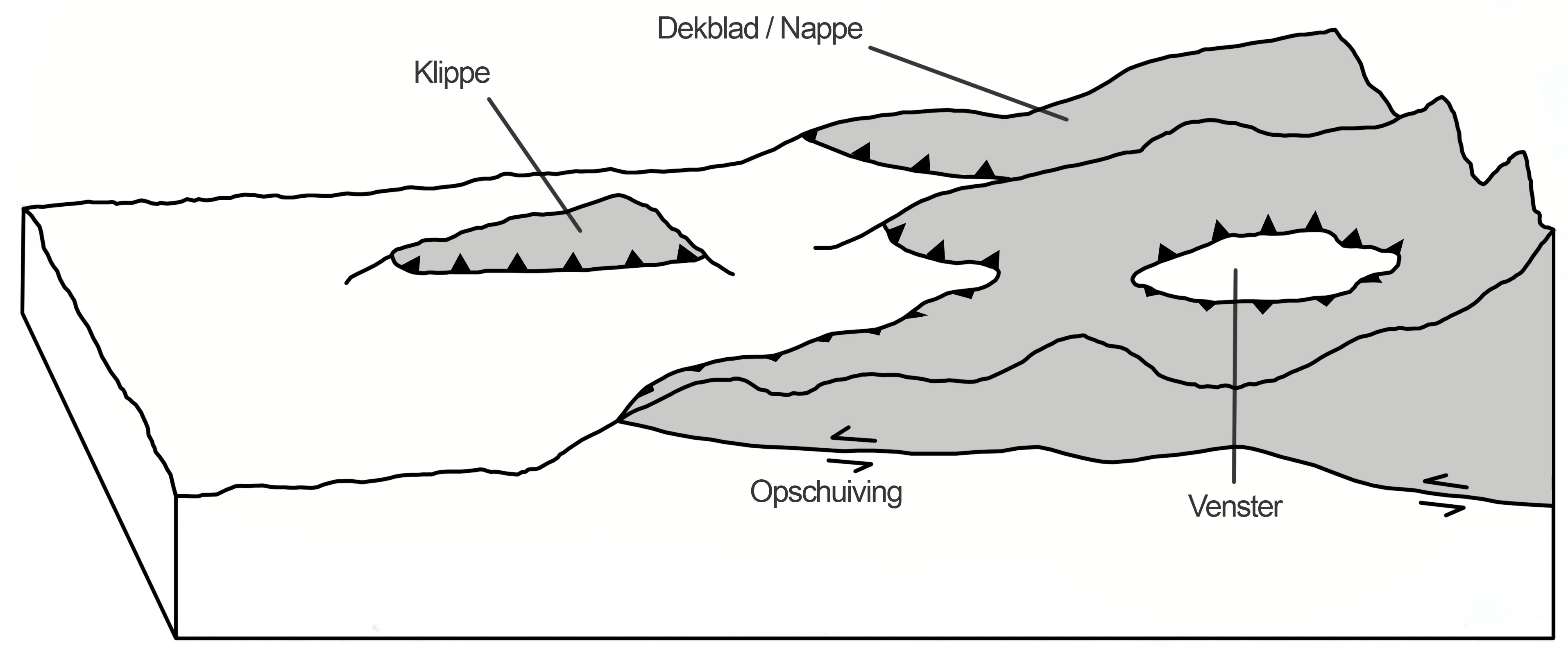
Покрив тектонічний. Показані кліппи, тектонічне вікно та ін. елементи.

Покрив тектонічний (шар'яж) (рос. покров тектонический, англ. nappe, charriage, overthrust sheet; нім. tektonische Decke f (Deckenüberschiebung f), Deckenschub m, Überfaltung f, Überschiebung f, Schubdecke f, Überschiebungsdecke f) — форма деформації верств гірських порід, пологий насув однієї маси гірських порід на інші (частіше більш древніх на більш молоді) з перекриттям першими других на великій площі з амплітудою переміщення в десятки — перші сотні км. Переміщена маса наз. алохтоном, а непереміщена — автохтоном. Виступи автохтону серед алохтону іменуються тектонічними вікнами, а рештки алохтону серед автохтону — кліпами, або тектонічними рештками.

## Приклади
Доведено, що П.т. відіграють першорядну роль в будові більшості складчастих споруд світу (в Карпатах, на Кавказі, Уралі, в Тянь-Шані тощо). П.т. охоплюють різні за глибиною товщі літосфери. Одні з них складені виключно породами осадового чохла, зірваними з кристалічного фундаменту. Такі П.т. — покриви чохла — характерні для зовнішніх зон складчастих споруд (Урал, Аппалачі, Скелясті гори Півн. Америки і ін.).
Інший тип включає породи не тільки осадового, але і граніто-гнейсового шару континентальної кори. Подібні П.т. — покриви основи — відомі у скандинавських, шотландських і ґренландських каледонідах, в Альпах, Гімалаях і ін. Третій тип — офіолітові покриви, утворені корою і верхами мантії океанічного типу; вони поширені на Уралі, Малому Кавказі, Півд. Тянь-Шані, Саянах.